# Alain Carsoux
Alain Carsoux est un directeur et superviseur français d'effets spéciaux.
Collaborateur régulier de la société Duboi, il est notamment connu pour son travail sur les longs métrages de Jean-Pierre Jeunet et sur de nombreuses productions de Luc Besson.
Il conduit avec sa femme la société CGEV (Compagnie Générale des Effets Visuels), société chargée des effets visuels et de la post-production de nombreux films,.
Il co-dirige avec Arnaud Borges la société de post-production Le Labo Paris,, spécialisée dans l'étalonnage de longs métrages.

## Filmographie
- 1995 : La Cité des enfants perdus - digital composing
- 1997 : Alien, la résurrection - superviseur du composing
- 1999 : Astérix et Obélix contre César - superviseur des effets visuels
- 1999 : La Fille sur le pont - superviseur des effets visuels
- 1999 : Jeanne d'Arc - superviseur des effets visuels
- 2001 : Le Fabuleux Destin d'Amélie Poulain - superviseur des effets visuels
- 2004 : Un long dimanche de fiançailles - superviseur des effets visuels
- 2006 : The Fall - superviseur des effets visuels
- 2007 : J'ai toujours rêvé d'être un gangster - directeur des effets visuels
- 2007 : Entre adultes - superviseur des effets visuels
- 2007 : Taxi 4 - directeur des effets visuels
- 2008 : Astérix aux Jeux olympiques - superviseur des effets visuels
- 2008 : Largo Winch - directeur et superviseur des effets visuels
- 2009 : Micmacs à tire-larigot - superviseur des effets visuels
- 2011 : The Lady - directeur des effets visuels
- 2014 : Sous les jupes des filles - superviseur des effets visuels
- 2015 : La Glace et le Ciel (documentaire) - directeur des effets visuels
- 2016 : Le Secret de la chambre noire - directeur des effets visuels
- 2016 : Arès - directeur des effets visuels